# Эль Аль
«Эль Аль» (ивр. אל על‎ — ввысь, араб. إل عال‎) — крупнейшая авиакомпания Израиля, национальный авиаперевозчик. Штаб-квартира расположена в Тель-Авиве. Занимается пассажироперевозками в страны Азии, Африки, Северной Америки, Европы и Ближнего Востока из аэропорта Бен-Гурион. Специальный отдел компании, El Al Cargo, занимается грузоперевозками.
Во время операции «Соломон», когда 14 500 еврейских беженцев было вывезено из Эфиопии в 1991 году на самолёте авиакомпании Boeing 747, был установлен мировой рекорд по количеству пассажиров на одном коммерческом рейсе — 1122 пассажира.
Эль Аль предлагает только кошерное питание в полёте и не выполняет рейсы по субботам (в еврейский Шаббат), а также в религиозные праздники.

## История

### Ранние годы

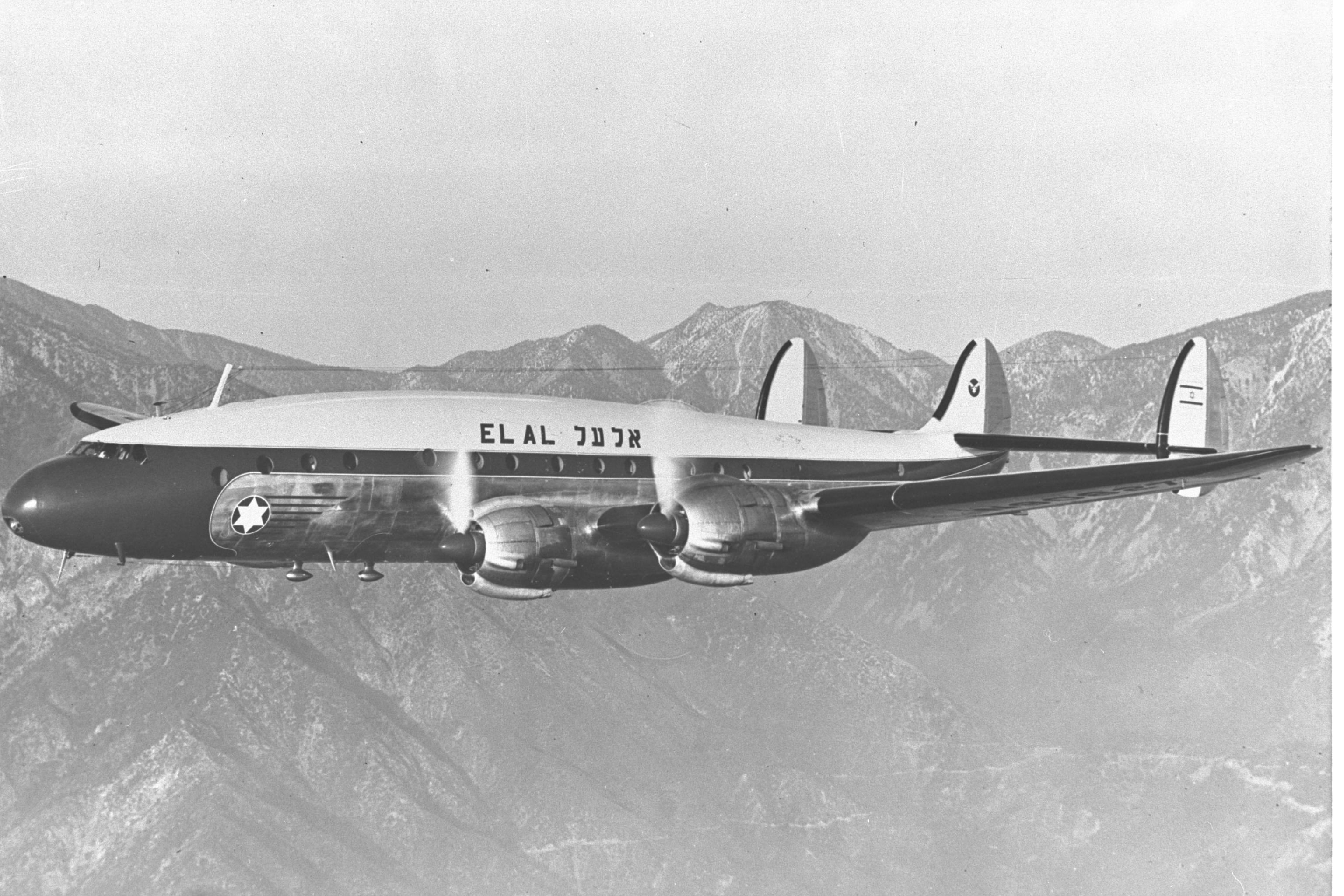
El Al Lockheed Constelation

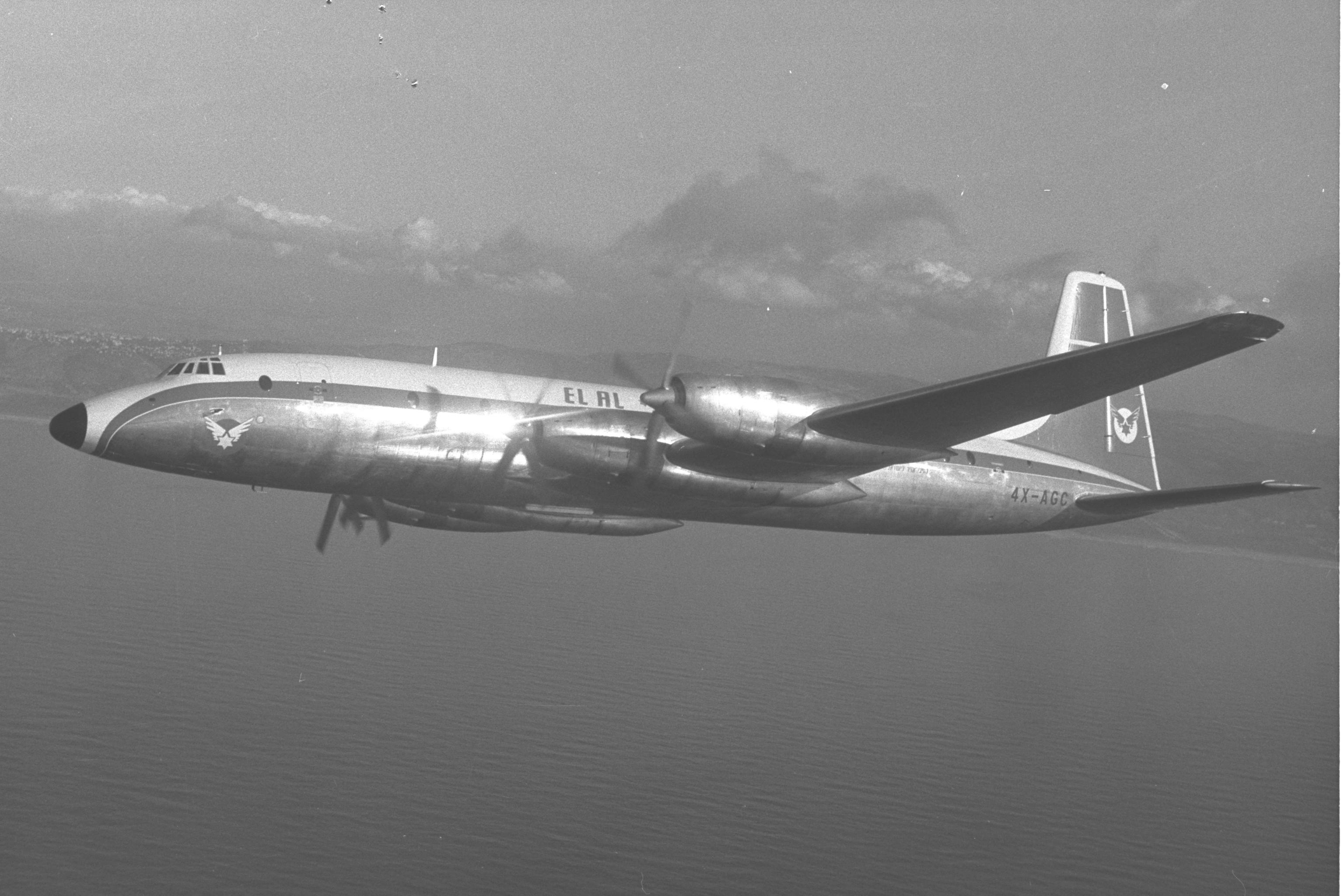
El Al Bristol Britania в 1958 году

В сентябре 1948 года израильские инженеры и техники переоборудовали военный самолёт ВВС Израиля в гражданский. Самолёт поднялся с военной базы Тель-Ноф и имел на борту два экипажа общим количеством 16 человек. Самолёт прибыл в Женеву, где принял на борт президента Израиля Хаима Вейцмана с супругой Верой. В тот же день вечером самолёт прибыл обратно в Тель-Ноф. В воздушном пространстве Израиля самолёт в его первом гражданском полёте сопровождали четыре истребителя. Этот полёт считается первым полётом гражданской авиакомпании Израиля Эль Аль.
Официально авиакомпания Эль Аль была основана 15 ноября 1948 года и в августе 1949 года начала регулярные пассажирские перевозки из Тель-Авива в Париж и Рим на двух самолётах DC-4, купленных у American Airlines, а чуть позже к пунктам назначения добавился Лондон и Йоханнесбург.
Грузовое подразделение El Al Cargo было открыто в 1950 году, рейсы выполнялись на военных самолётах Curtiss C-46 Commando. Эти же самолёты использовались и для перевозки пассажиров на некоторых маршрутах. В том же году авиакомпания начала чартерные рейсы в США, позднее были открыты и регулярные рейсы.
В 1950—1951 годах Эль Аль начала выполнять рейсы в Вену, Стамбул, Афины и Никосию.
Самолёты Эль Аль неоднократно использовались в эвакуации репатриантов в Израиль из различных стран, в начале 1950-х годов более 160 000 человек было вывезено из Индии, Ирана, Ирака и Йемена в рамках операций «Орлиные крылья», «Эзра и Неемия». В 1960 году нацистский военный преступник Адольф Эйхман был схвачен и доставлен из Аргентины в Израиль на борту самолёта Эль Аль.
В 1955 году Эль Аль приобрела два самолёта Bristol Britannia и стала второй авиакомпанией в мире, которая использовала этот тип самолёта.
В 1958 году авиакомпания пошла на смелый шаг, в США была запущена газетная реклама с изображением уменьшившегося Атлантического океана и надписью: «начиная с 23 декабря Атлантический океан будет на 20 % меньше» для продвижения своих прямых трансатлантических рейсов. До этого момента, в авиационной индустрии никто не использовал изображения океана для рекламы из-за широко распространённого страха авиакатастроф. Реклама, показанная только один раз, оказалась эффективной. В течение года продажи авиабилетов Эль Аль утроились.

### 1960-е годы

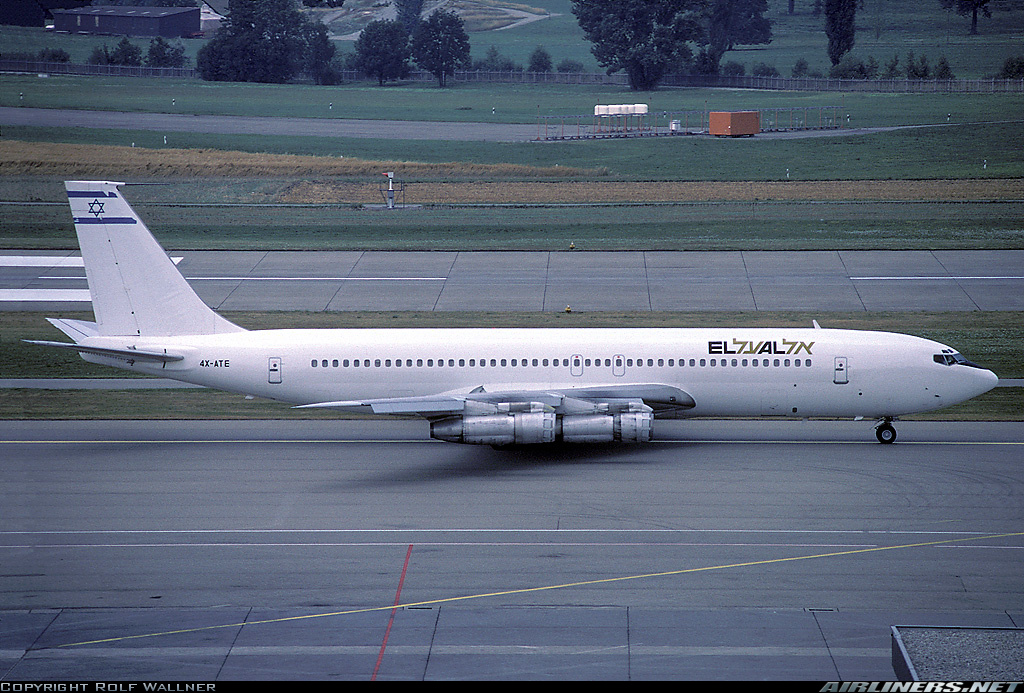
Boeing 707 авиакомпании Эль Аль, бортовой номер 4X-ATE

В начале 1960-х годов авиакомпания начала использовать новые типы самолётов, реактивные Boeing 707 и Boeing 720.

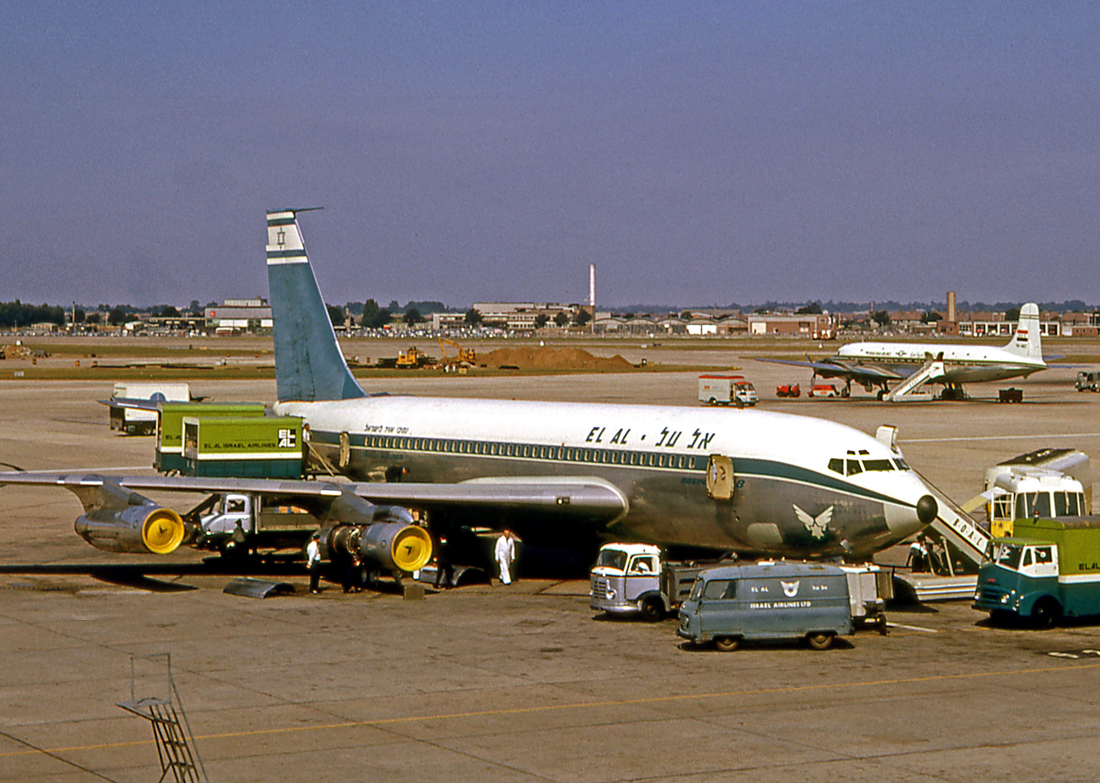
Boeing 720-058B Эль Аль, бортовой номер 4X-ABB. 30 августа 1964 года.

В 1960 году авиакомпания впервые вышла на безубыточный уровень, более 50 % авиапассажиров, прибывших в Израиль, воспользовались рейсами Эль Аль. 15 июня 1961 года, самолёт Boeing 707, принадлежавший Эль Аль, установил мировой рекорд по дальности беспосадочного полёта, покрыв расстояние в 9270 километров за 9 часов и 33 минуты. К этому времени авиакомпания перевозила 56 000 пассажиров в год. В 1968 году были открыты регулярные рейсы в Бухарест, а также грузовые рейсы в Европу и США.
23 июля 1968 года был совершён первый террористический акт с самолётом Эль Аль. Boeing 707 с 10 членами экипажа и 38 пассажирами был захвачен тремя членами Народного Фронта Освобождения Палестины (НФОП). Рейс 426, следовавший из Рима в Тель-Авив, был перенаправлен в Алжир. Переговоры с угонщиками продолжались 40 дней. В конечном итоге угонщики сдались и пассажиры, включая 21 израильского заложника, были освобождены. 26 декабря того же года два члена НФОП напали на самолёт El Al в афинском международном аэропорту, убив израильского механика. Армия обороны Израиля отреагировала на этот инцидент 29 декабря, в результате ночного авианалёта на ливанский аэропорт Бейрута было уничтожено 14 самолётов, принадлежавших Middle East Airlines, TMA Cargo и Ливанским международным авиалиниям.
18 февраля 1969 года совершено нападение на самолёт Эль Аль в аэропорту Цюриха, в результате которого один из пилотов был убит, а второй ранен. Один из нападавших был застрелен, другие осуждены. В период с сентября по декабрь того же года были взорваны бомбы в офисах авиакомпании в Афинах, Западном Берлине и Брюсселе. 6 сентября 1970 года предпринята неудачная попытка захвата самолёта Boeing 707 активными членами НФОП Лейлой Халед и Патрисио Аргуэльо.

### 1970-е годы

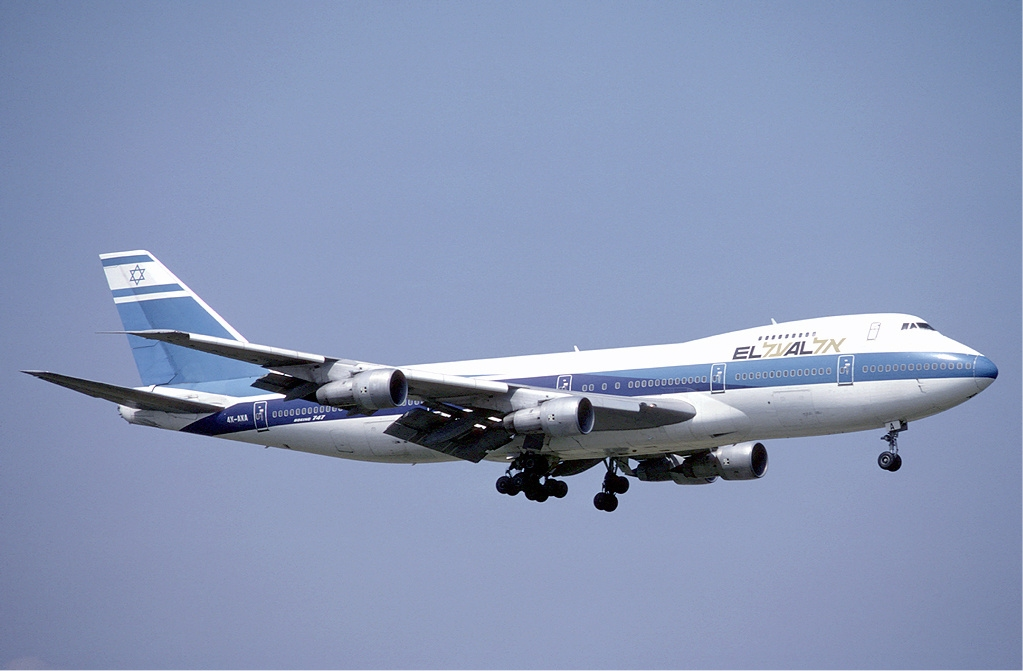
El Al Boeing 747-200 Marmet

В 1971 году авиакомпания приобрела свой первый Boeing 747. Второй был куплен в 1973 году.
В середине 1970-х годов планировалось начало рейсов, которые вылетали бы в еврейский шаббат, из аэропортов за пределами Израиля, и приземлялись бы в Израиле после его завершения. Но правительственные религиозные партии высказались резко против этого, поскольку это было бы нарушением еврейского закона и противоречило соглашению воздержаться от полётов в субботу, которое премьер-министр Давид Бен-Гурион заключил с религиозными деятелями в начале существования авиакомпании. В 1982 году вновь переизбранный премьер-министр Менахем Бегин вынес на рассмотрение Кнессета решение вновь запретить полёты в субботу (оно было принято 58 голосами против 54). Возмущённая светская общественность пригрозила бойкотировать авиакомпанию. В августе 1982 года работники El Al заблокировали въезд ортодоксальных и хасидских евреев в аэропорт.
В середине 1970-х годов авиакомпания, впервые за 20 лет, стала убыточной. В основном, это произошло из-за глобальной мировой рецессии.
В 1977 году Эль Аль учредила дочернюю чартерную компанию El Al Charter Services Ltd., которая позже была переименована в Sun D’or International Airlines Ltd.
В апреле 1980 года, после заключения израильско-египетского мирного договора, были открыты рейсы в Каир.
В конце 1982 года, после многочисленных трудовых споров и забастовок, деятельность Эль Аль была приостановлена. К концу финансового года, авиакомпания потеряла 123,3 миллиона долларов.
Деятельность была возобновлена в январе 1983 года под конкурсным управлением. Правительство приобрело два новых самолёта Boeing 737 и объявило о планах приобрести четыре самолёта Boeing 767 стоимостью 200 миллионов долларов. Через четыре года Эль Аль снова стала прибыльной. Был побит ещё один рекорд, в мае 1988 года был открыт прямой рейс в Лос-Анджелес из Тель-Авива, расстояние в 7000 морских миль (13000 км) преодолевалось за 13 часов и 41 минуту.
В 1989 году начались полёты в Польшу и Югославию.

### 1990-е годы

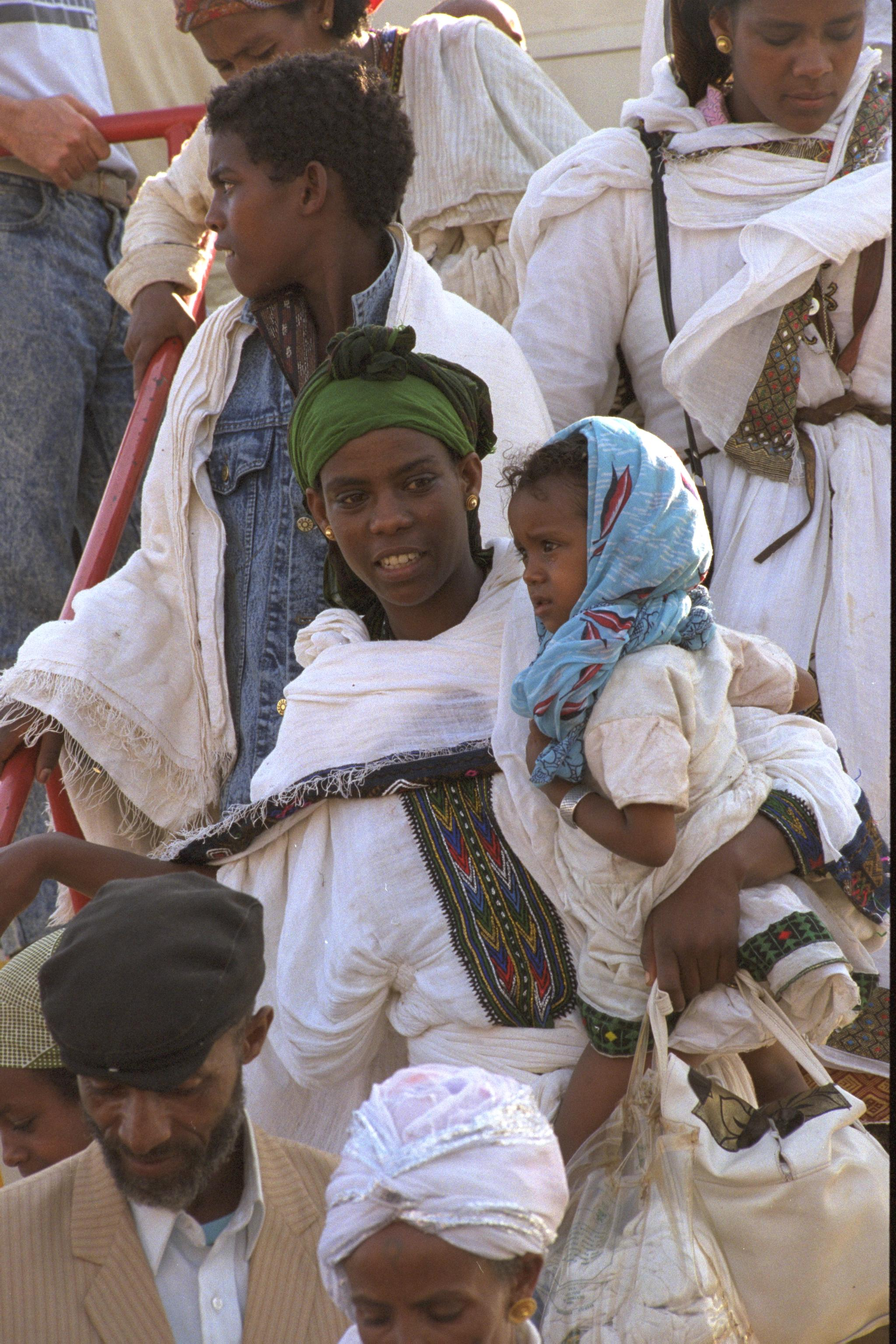
Иммигранты из Эфиопии, покидающие самолёт Эль Аль, 1991 год.

К этому времени авиакомпания эксплуатировала флот из 20 самолётов, включая девять Boeing 747, и начала замену парка своих Boeing 707 на узкофюзеляжные дальнемагистральные Boeing 757. После распада Советского Союза, Эль Аль открыла регулярные рейсы в Москву. Также осуществлялись и чартерные рейсы (с августа 1991 года). В сотрудничестве с Аэрофлотом, Эль Аль перевезла в Израиль более 400 000 еврейских репатриантов в течение трёх лет.
24 мая 1991 года грузовой самолёт Boeing 747 перевёз рекордное число эфиопских евреев из Аддис-Абебы в Израиль в рамках операции «Соломон». Во время полёта родилось трое детей. Самолёт перевозил в два раза больше пассажиров, чем было рассчитано. Менее чем за 36 часов 14500 эфиопских евреев были доставлены в Израиль. 27 апреля 1994 года Эль Аль получила свой первый Boeing 747-400.
В 1995 году El Al и авиакомпания American Airlines подписали своё первое соглашение о код-шеринге. В феврале 1995 года прекратилось конкурсное управление, в рамках которого авиакомпания осуществляла свою деятельность с 1982 года. В июне 1996 года Эль Аль выполнила свой первый рейс из Израиля в Амман, Иордания.
В 1996 году, в связи с активизацией террористической деятельности и проводимую правительством политику «открытого неба», убытки авиакомпании составили 83,1 млн долларов. Чтобы избежать простоя своих самолётов, авиакомпания открыла рейсы «в никуда», пока самолёт кружил над Средиземным морем, пассажирам предлагались различные виды развлечений в полёте.

### 2000-е годы
Boeing 777 компании Эль Аль совершила свой первый полёт в марте 2000 года.
Позднее, в том же году, спор по поводу полётов в шаббат вспыхнул снова, после того как авиакомпания объявила, что теряет $ 55 млн в год, не выполняя рейсы по субботам.
Первая фаза долго откладываемой приватизации компании началась в июне 2003 года, когда 15 % акций компании были выставлены на продажу на Тель-Авивской фондовой бирже. К июню 2004 года 50 % акций было выставлено на открытые торги. Холдинг «Кнафаим-Аркиа» приобрёл значительную долю акций Эль Аль. По состоянию на октябрь 2014 года, 36 % акций авиакомпании принадлежат «Кнафаим-Аркиа», по 10 % Ginsburg Group и Delek Group.
В августе 2010 года Эль Аль и американская JetBlue Airways подписали соглашение о предоставлении стыковочных билетов между Израилем и 61 пунктом назначения в Соединённых Штатах Америки через Международный аэропорт имени Джона Кеннеди в Нью-Йорке.

## Операционная деятельность

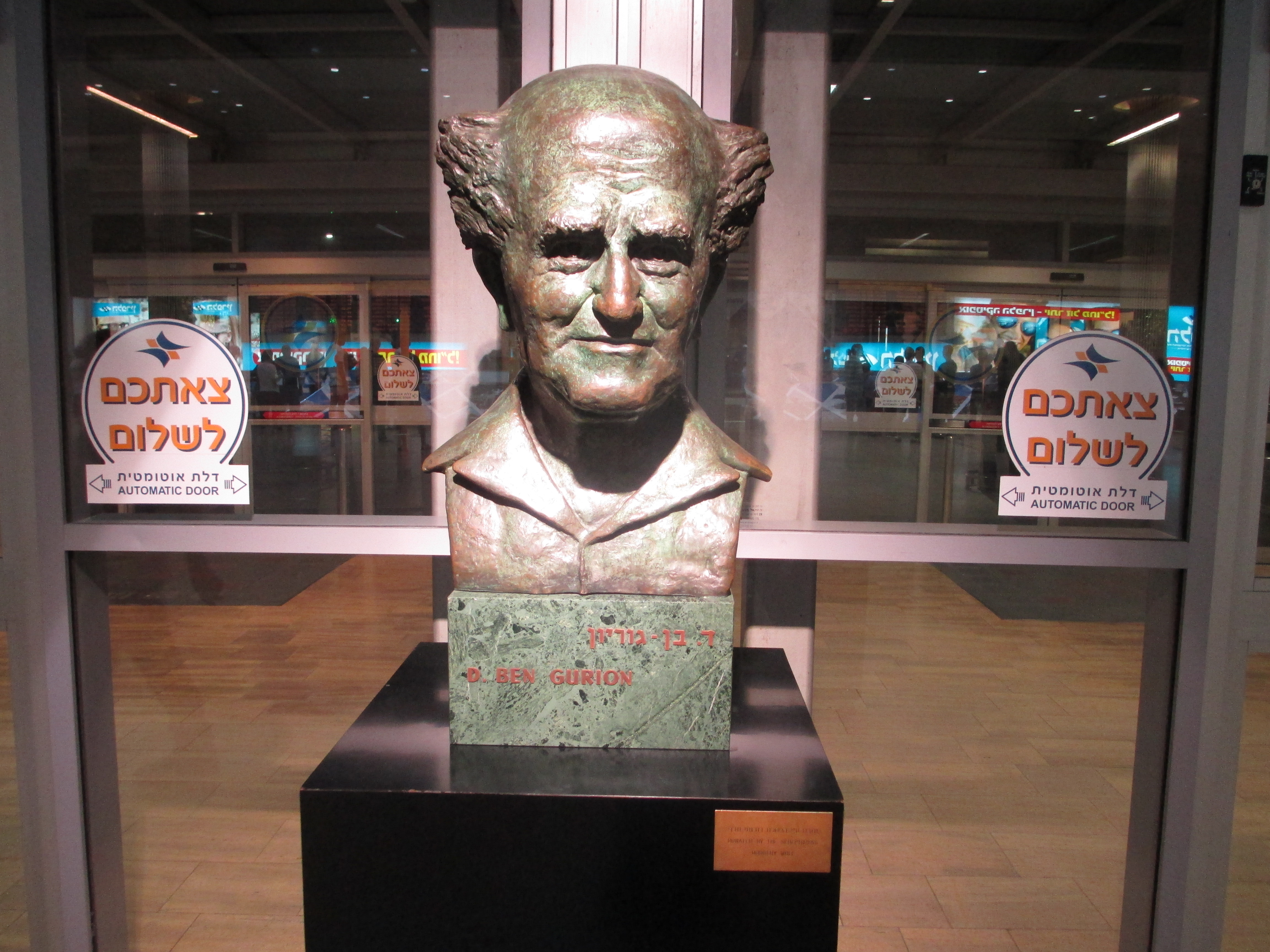
Бюст Давида Бен-Гуриона в аэропорту Тель-Авива

Штаб-квартира авиакомпании Эль Аль расположена на территории аэропорта Бен-Гурион в Центральном районе Израиля, недалеко от города Лод.
60 % пассажиров авиакомпании — граждане Израиля. El Al тратит 100 миллионов долларов в год, чтобы соответствовать строгим мерам безопасности, требуемым общей службой безопасности Израиля Шабак.
В начале 2007 года, Эль Аль открыла новый зал ожидания «King David» в аэропорту Шарль де Голль в Париже. К концу того же года, открылись новые залы ожидания в аэропорту Хитроу в Лондоне и международном аэропорту Кеннеди в Нью-Йорке.
В 2007 году Эль Аль инвестировала 1 миллиард шекелей в покупку двух новых Boeing 777-200, которые включали обновлённую ливрею авиакомпании. Самолёты оснащены модернизированными сиденьями с регулируемыми подголовниками и подставками для ног. Каждое кресло оснащено развлекательной системой с сенсорным экраном. Первый самолёт под названием «Sderot» совершил свой инаугурационный полёт из Нью-Йорка в Тель-Авив 26 июля 2007 года. Второй, «Kiryat Shmona», был доставлен в конце августа 2007 года.
После того, как в феврале 2009 года Федеральное управление гражданской авиации США FAA понизило рейтинг безопасности израильских авиакомпаний до второго уровня, Международная ассоциация воздушного транспорта IATA предупредила Эль Аль, а также авиакомпании Arkia и Israir, что они могут попасть в чёрный список с запретом на полёты в европейские страны. В ноябре 2012 года FAA восстановила рейтинг авиакомпаний Израиля до категории 1.
Эль Аль использует систему «Amadeus CRS» для бронирования, реестра, регистрации пассажиров и онлайн-бронирования.

## Дочерние компании

### Бюджетная авиакомпания Up

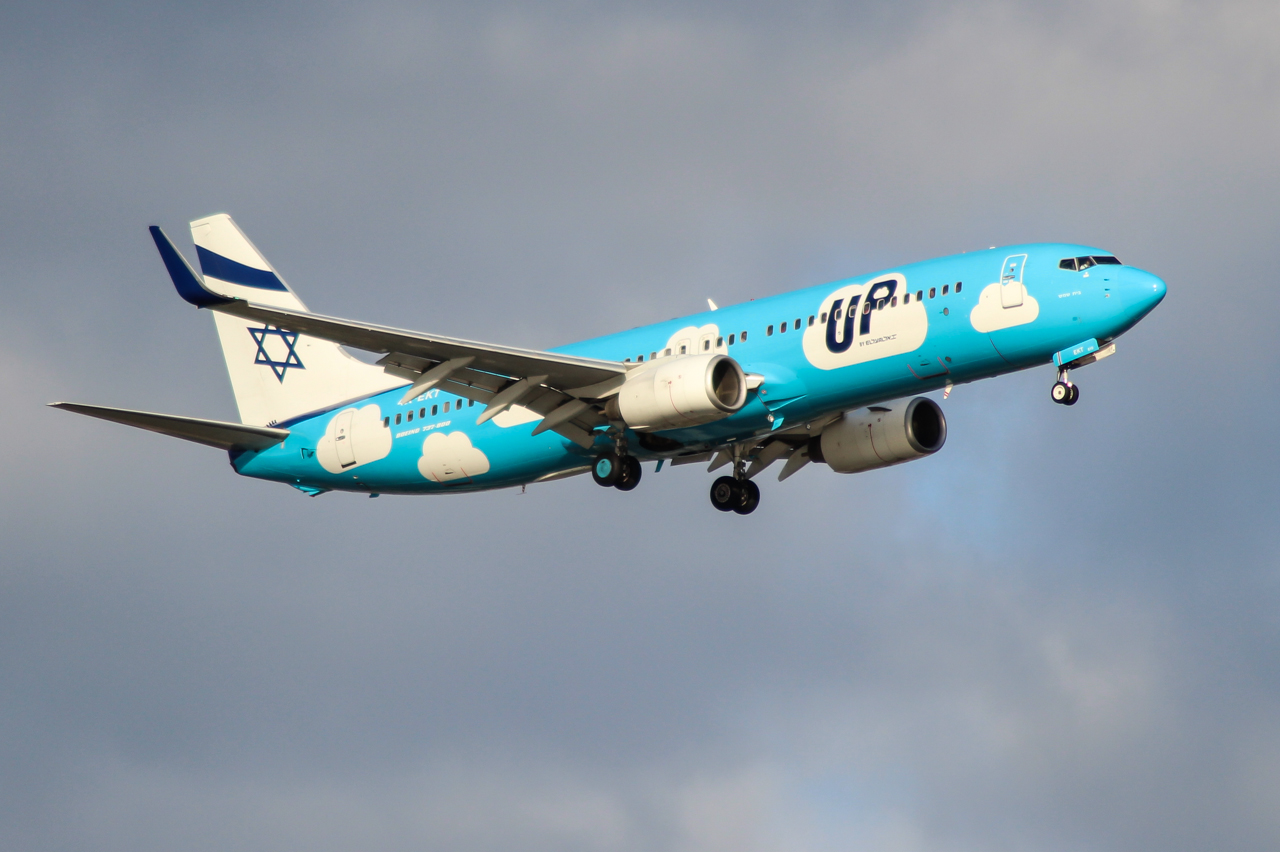
Boeing 737-800 авиакомпании Up, бортовой номер 4X-EKT, на посадке в аэропорту Глазго

26 ноября 2013 года была образована новая, и ныне несуществующая, дочерняя бюджетная авиакомпания Up, которая начала свою работу 30 марта 2014 года, были открыты рейсы в Берлин, Будапешт, Киев, Ларнаку и Прагу. Рейсы авиакомпании Up заменили некоторые европейские маршруты головной компании El Al. Для этих целей 5 самолётов Boeing 737-800 из флота El Al были переданы в дочернюю компанию. Все рейсы Up выполнялись под четырёхзначным кодом El Al и с использованием её позывных. На рейсах свыше двух часов авиакомпания на борту своих самолётов предлагала платное питание.
В августе 2014 года генеральный директор Ryanair Майкл О’Лири предвещал развитие Ryanair Israel, выполняющего полёты из Израиля в города по всей Европе. По его словам, сдерживающим фактором в этом плане стала позиция израильских властей, которая защищает местные авиакомпании от конкуренции. Тем не менее, Ryanair открыла рейсы в аэропорты Увда и Бен-Гурион в зимний сезон 2017/18 из нескольких европейских аэропортов.
Дочерняя компания Up была закрыта 14 октября 2018 года. Все рейсы в шесть пунктов назначения и флот были возвращены в основную сетку материнской компании Эль Аль.

### Чартерная авиакомпания Sun d’Or

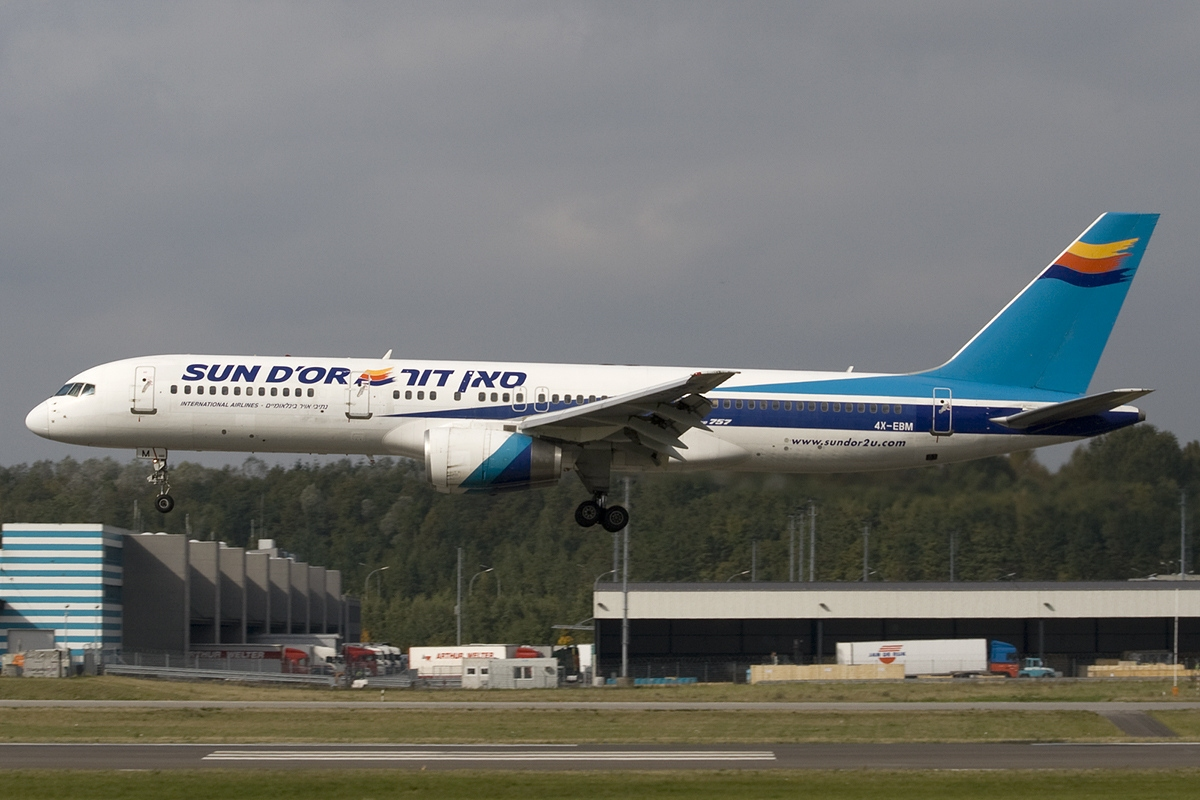
Boeing 757-258 Sun d’Or

Авиакомпания Sun D’or была создана 1 октября 1977 года, полностью принадлежащая Эль Аль, она осуществляет регулярные, специальные и сезонные чартерные пассажирские перевозки.
20 марта 2011 года Управление гражданской авиации Израиля (CAA) приостановило действие лицензии авиакомпании, которая 1 апреля того же года была аннулирована на основании ряда жалоб европейских перевозчиков. САА обосновало своё решение несоблюдением израильских и международных стандартов управления авиакомпаниями, главным образом отсутствием собственных самолётов и экипажа (компания фактически являлась подразделением El Al и использовала её самолёты путём «мокрого» лизинга). С тех пор, Sun d’Or больше не эксплуатирует собственные самолёты, а использует самолёты El Al.

### Tamam
Tamam, компания, полностью принадлежащая Эль Аль, занимается производством и поставкой готовых кошерных блюд авиакомпаниям.

### Kalit
Kalit, компания, также полностью принадлежащая Эль Аль, занимается производством и поставкой готовых кошерных блюд сотрудникам авиакомпании.

### Borenstein
Подразделение Эль Аль, зарегистрированное в США, и работающее в Международном аэропорту Кеннеди, Нью-Йорк, занимается производством и поставкой кошерных готовых блюд авиакомпаниям и другим учреждениям.

### Superstar Holidays
Superstar, компания, полностью принадлежащая Эль Аль, занимается продажей туристических пакетов агентам и пассажирам, также реализует авиабилеты на рейсы Эль Аль по сниженным ценам.

## Безопасность

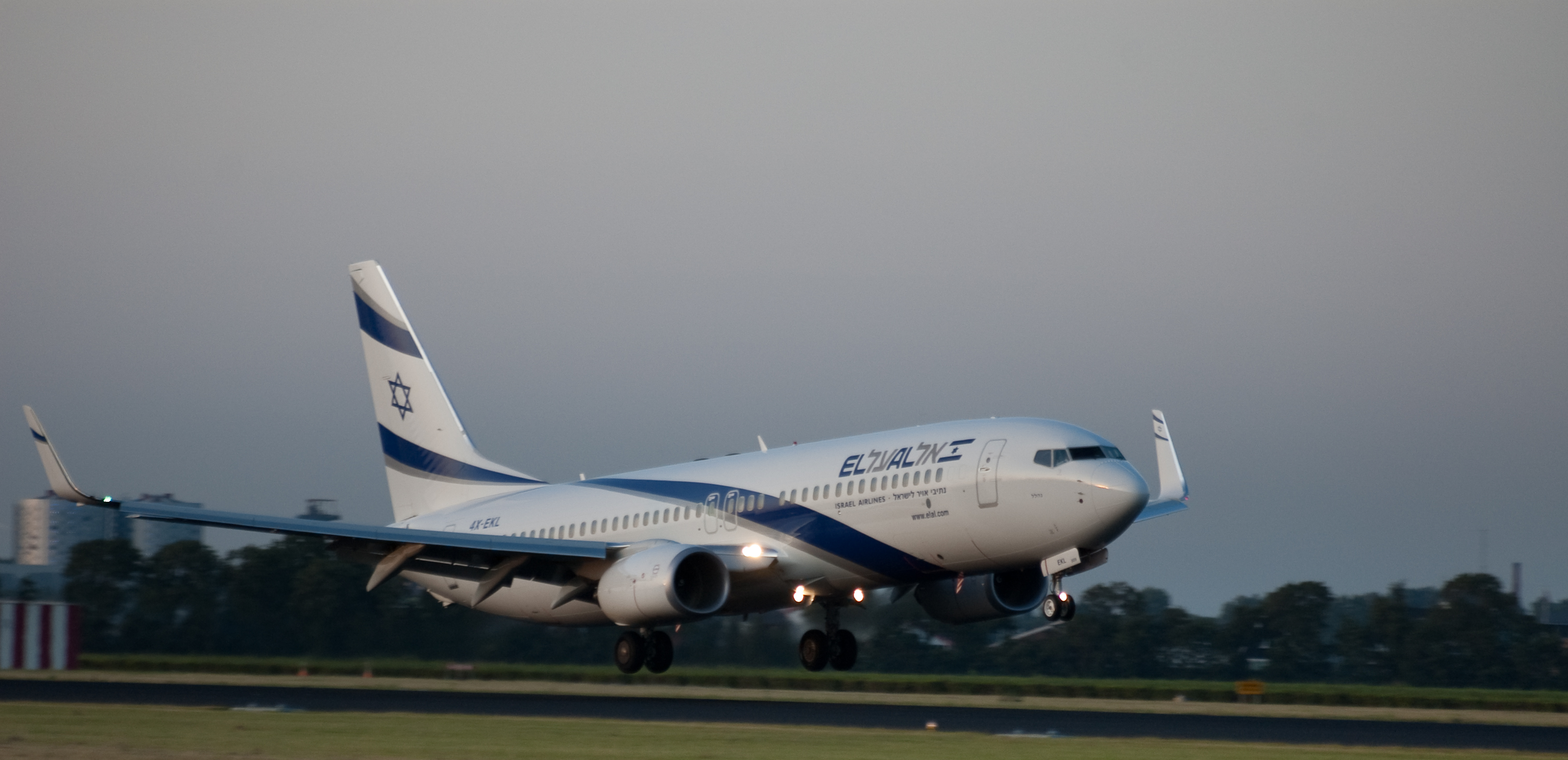
El Al Boeing 737 в аэропорту Амстердама

Эль Аль имеет репутацию одной из самых безопасных авиакомпаний в мире, благодаря своим строгим процедурам безопасности, как на земле, так и на борту своих самолётов.

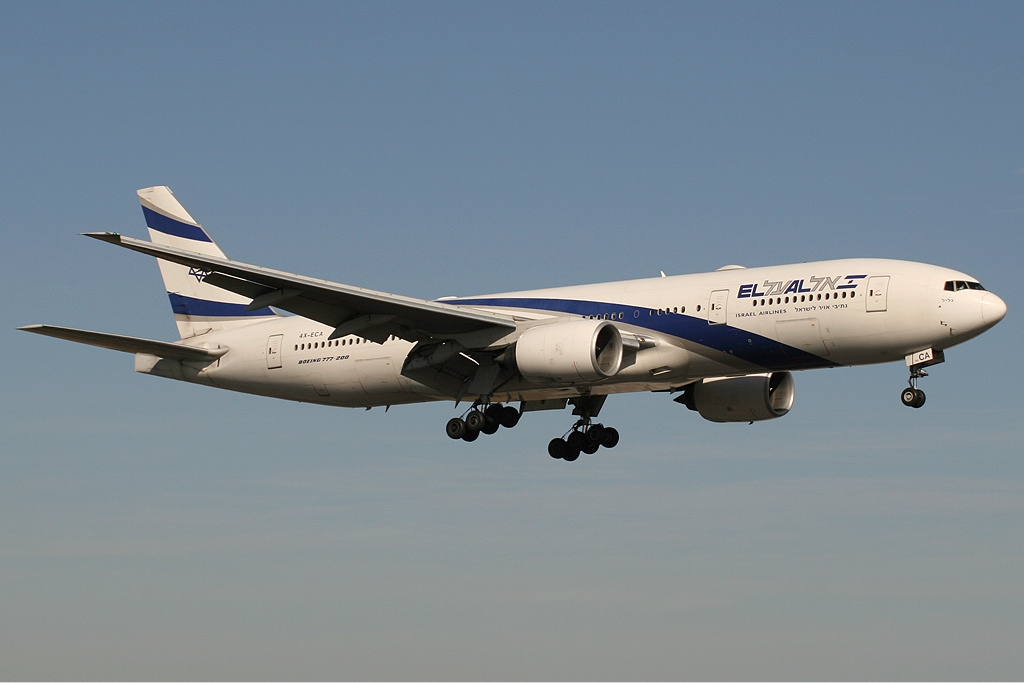
El Al Boeing 777-200ER Monty

Авиакомпания является единственной коммерческой авиакомпанией, оснащающей свои самолёты системами противоракетной обороны для защиты своих самолётов от ракет класса «земля-воздух».

### Противоракетные системы
Самолёты Эль Аль начали оснащаться противоракетной обороной с начала 2000-х годов, первоначальная система, называлась Flight Guard.
В 2014 году, на некоторые свои самолёты, авиакомпания начала устанавливать обновлённую систему предупреждения о сближении с ракетой (MAWS), которая включает в себя инфракрасную камеру слежения за ракетами для обнаружения пусков на самых ранних этапах и лазерную систему для отвода ракет.

### Меры безопасности в аэропорту
В узловом аэропорту авиакомпании, аэропорту Бен-Гурион, агенты в штатском и вооружённые полицейские или военнослужащие патрулируют помещения на предмет взрывчатых веществ, подозрительного поведения пассажиров и других угроз. Вооружённые сотрудники службы безопасности также несут службу и в зарубежных аэропортах, в которые летает Эль Аль. Перед рейсом пассажиров и их багаж проверяет специальные сотрудники. Процедуры безопасности Эль Аль требуют, чтобы все пассажиры были опрошены индивидуально перед посадкой, что позволяет идентифицировать возможные угрозы безопасности. Пассажирам могут задаваться различные вопросы о месте их рождения, причине поездки, работе или профессии, а также о том, упаковали ли они свои сумки самостоятельно. Авиакомпанией считается, что интервьюеры могут заметить признаки нервозности подозрительных пассажиров.
На стойке регистрации внимательно изучаются паспорта и билеты пассажиров. Паспорт без наклейки от сотрудников безопасности не принимается. На паспортном контроле имена пассажиров сверяются с информацией из баз данных ФБР, Канадской службы разведки и безопасности (CSIS), Скотланд-Ярда, Шин Бет и Интерпола. Иногда вручную проверяется багаж пассажиров. Кроме того, багаж пропускают через декомпрессионную камеру, имитирующую давление во время полёта, которое может привести к взрыву. В зарубежных аэропортах агенты безопасности также проводят личный досмотр багажа пассажиров, даже если эти пассажиры находятся под опекой государственных или частных охранных фирм.

### Меры безопасности на борту самолётов
Агенты в штатском, которые скрыто вооружены огнестрельным оружием, сопровождают каждый международный рейс «Эль Аль» под видом обычных пассажиров. Большинство пилотов авиакомпании — бывшие пилоты ВВС Израиля. Кабины пилотов всех самолётов El Al имеют двойные двери для предотвращения проникновения посторонних лиц. Первая дверь оснащена кодовым замком, вторая дверь открывается только после того, как первая закрыта и входящий опознан пилотами. Кроме того, пассажирский салон отделён от багажного отсека армированными стальными листами.
В апреле 2013 года правительство Израиля увеличило платежи «Эль Аль» до 97,5 % от суммарных расходов авиакомпании на безопасность, в преддверии соглашения об открытом небе, которое вступило в силу в 2014 году с Европейским союзом.

## Разногласия и споры

### Споры по вопросам безопасности и дискриминация по национальным признакам
Венгерские власти критиковали авиакомпанию за отказ досматривать багаж в присутствии пассажира, что противоречит внутренним законам Венгрии, которые также предусматривают, что такие досмотры могут проводить только уполномоченные должностные лица.
В 2008 году Ассоциация за гражданские права в Израиле обратилась в Верховный Суд Израиля с гражданским делом, в котором утверждалось, что авиакомпанией проводится дискриминационная практика по отношению к пассажирам арабского происхождения, они подвергаются гораздо более жёстким проверкам службы безопасности.
Ассоциация ходатайствовала о полной ликвидации в авиакомпании этнических предубеждений. В 2015 году суд отклонил ходатайство по процессуальным основаниям, частично согласившись с аргументом правительства о том, что «такое положение вещей не может полностью измениться», но возместив Ассоциации в общей сложности 30 000 шекелей за её судебные издержки, и установив, что петиция «уже подала сигнал службе безопасности быть менее дискриминационной». Суд допустил возможность возобновления ходатайства в будущем, если потребуется.

### Обращение с пассажирами женского пола
В сентябре 2014 года сообщалось, что имели место неоднократные инциденты, когда некоторые ультраортодоксальные пассажиры мужского пола отказывались сидеть рядом с женщинами-пассажирами, иногда задерживая рейсы. В результате была инициирована петиция на Change.org для оказания давления на авиакомпанию, чтобы она изменила свою политику, позволяющую ультраортодоксальным пассажирам требовать пересадить других. В петиции говорилось: «почему авиакомпания Эль Аль разрешает запугивать, запугивать и запугивать женщин-пассажиров, вынуждая их менять место, которое было назначено авиакомпанией и за которое они по праву заплатили? Религиозные права одного человека не превосходят гражданские права другого».
Авиакомпания ответила на эту петицию, что не будет проводить специальную политику для разрешения ситуаций, когда мужчины-Харедим отказываются сидеть рядом с женщинами-пассажирами, а вместо этого будет разрешать такие инциденты на индивидуальной основе.
В феврале 2016 года Рене Рабиновиц подала успешный иск против авиакомпании Эль Аль, после участия в инциденте, когда ультраортодоксальный мужчина отказался сидеть рядом с ней на рейсе из Международного аэропорта Ньюарк в Тель-Авив, а бортпроводники попросили её пересесть на другое место. Позже, в 2018 году, авиакомпания решила впредь немедленно снимать с рейса всех пассажиров, которые отказываются сидеть рядом с женщиной.

### Другие события
В 2013 году средства массовой информации сообщили о беспрецедентном случае, рейс Эль Аль был возвращён, чтобы забрать 11-летнего, больного раком, мальчика Инбара Хомского, который направлялся в летний лагерь для детей с тяжёлыми заболеваниями, и не был допущен к рейсу из-за отсутствия паспорта. Незадолго до взлёта, его паспорт был найден в рюкзаке другого пассажира и экипаж смог договориться о возвращении самолёта. Авиакомпания опубликовала заявление, в котором было отмечено, что «самолёты редко возвращаются к гейту после отправления. Самолёт выруливал на взлётную полосу, но когда паспорт был найден в самолёте… после обсуждения с экипажем и сотрудниками аэропорта было принято решение и самолёт вернулся, чтобы забрать Инбара».

## Пункты назначения

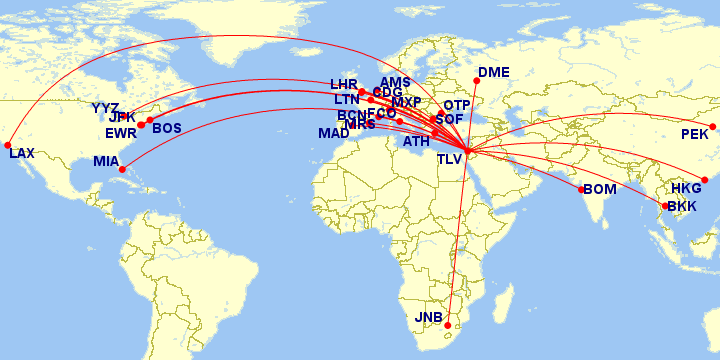

Эль Аль обслуживает направления на четырёх континентах в 31 стране. Авиакомпания осуществляет рейсы во множество европейских городов, Россию, Северную Америку, Центральную и Юго-Восточную Азию (Бангкок, Мумбаи), Дальний Восток (Пекин и Гонконг), а также Йоханнесбург (ЮАР) и Занзибар.
Однако невозможность для авиакомпании пользоваться воздушным пространством Саудовской Аравии, а также воздушным пространством ряда других арабских и мусульманских стран ограничивает дальнейшее расширение своей маршрутной сети в Азии. Саудовская Аравия недавно предоставила Air India разрешение на пролёт самолётов в собственном воздушном пространстве рейсом из Нью-Дели в Тель-Авив трижды в неделю.
| Страна         | Город         | Аэропорт                                   | Примечания                          |
| -------------- | ------------- | ------------------------------------------ | ----------------------------------- |
| Австрия        | Вена          | Вена-Швехат                                |                                     |
| Бельгия        | Брюссель      | Брюссель                                   |                                     |
| Болгария       | София         | София                                      |                                     |
| Великобритания | Лондон        | Лондон Лутон                               |                                     |
| Великобритания | Лондон        | Лондон Станстед                            | Сезонные летние, с 28 июня 2020     |
| Великобритания | Лондон        | Лондон Хитроу                              |                                     |
| Великобритания | Манчестер     | Манчестер                                  |                                     |
| Венгрия        | Будапешт      | Международный аэропорт имени Ференца Листа |                                     |
| Германия       | Берлин        | Берлин-Бранденбург                         |                                     |
| Германия       | Дюссельдорф   | Дюссельдорф                                | с 1 июня 2020                       |
| Германия       | Мюнхен        | Мюнхен                                     |                                     |
| Германия       | Франкфурт     | Франкфурт                                  |                                     |
|                |               |                                            |                                     |
| Греция         | Афины         | Элефтериос Венизелос                       |                                     |
|                |               |                                            |                                     |
|                |               |                                            |                                     |
| Испания        | Барселона     | Барселона — Эль-Прат                       |                                     |
| Испания        | Мадрид        | Мадрид-Барахас                             |                                     |
| Италия         | Венеция       | Венеция                                    |                                     |
| Италия         | Милан         | Милан Мальпенса                            |                                     |
| Италия         | Рим           | Фьюмичино                                  |                                     |
|                |               |                                            |                                     |
| Кипр           | Ларнака       | Ларнака                                    |                                     |
|                |               |                                            |                                     |
| Нидерланды     | Амстердам     | Амстердам-Схипхол                          |                                     |
| ОАЭ            | Дубай         | Международный аэропорт Дубай               |                                     |
| Польша         | Варшава       | Варшавский аэропорт имени Фридерика Шопена |                                     |
| Португалия     | Лиссабон      | Международный аэропорт Лиссабона Портела   |                                     |
| Россия         | Москва        | Домодедово                                 | Полеты приостановлены до 31.03.2025 |
| Румыния        | Бухарест      | Международный аэропорт имени Анри Коанды   |                                     |
| США            | Бостон        | Бостон Логан                               |                                     |
| США            | Лаc-Вегас     | Мак-Карран                                 |                                     |
| США            | Лос-Анджелес  | Лос-Анджелес                               |                                     |
| США            | Майами        | Майами                                     |                                     |
| США            | Нью-Йорк      | Международный аэропорт имени Джона Кеннеди |                                     |
| США            | Нью-Йорк      | Ньюарк Либерти                             |                                     |
| США            | Орландо       | Аэропорт Орландо                           | Сезонные летние                     |
| США            | Сан-Франциско | Сан-Франциско                              |                                     |
| США            | Чикаго        | Аэропорт О’Хара                            | с 22 марта 2020                     |
| Таиланд        | Бангкок       | Суварнабхуми                               |                                     |
| Украина        | Киев          | Борисполь (временно приостановлено)        |                                     |
| Франция        | Марсель       | Марсель Прованс                            |                                     |
| Франция        | Ницца         | Ницца Лазурный Берег                       |                                     |
| Франция        | Париж         | Париж — Шарль-де-Голль                     |                                     |
| Чехия          | Прага         | Прага                                      |                                     |
| Швейцария      | Женева        | Женева                                     |                                     |
| Швейцария      | Цюрих         | Цюрих                                      |                                     |
| ЮАР            | Йоханнесбург  | Международный аэропорт имени О. Р. Тамбо   |                                     |
| Япония         | Токио         | Международный Аэропорт Нарита              | с 11 марта 2020                     |

### Код-шеринг
Авиакомпания El Al имеет договор о код-шеринге со следующими авиакомпаниями:
- Air Serbia;
- JetBlue Airways;
- American Airlines;
- Iberia;
- Swiss International Air Lines;
- S7 Airlines;
- Ethiopian Airlines.

## Флот

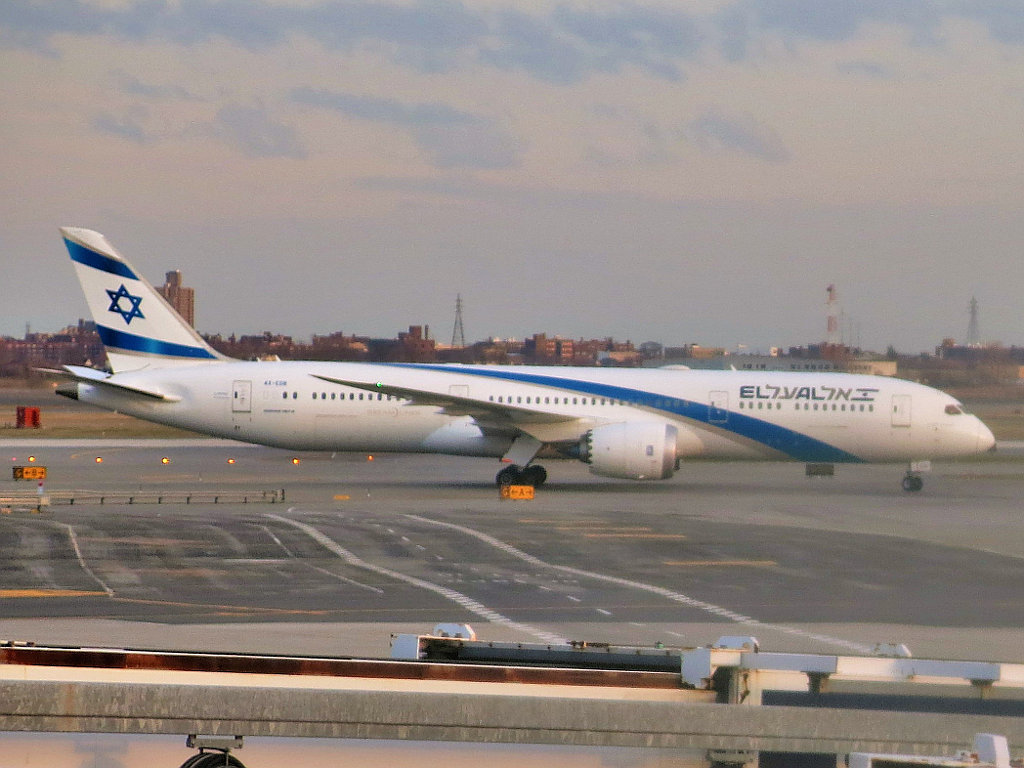
Boeing 787-9 Dreamliner El Al, бортовой номер 4X-EDB в международном аэропорту Кеннеди, Нью-Йорк

На июль 2025 года флот El Al Israel Airlines состоял из 48 самолётов, все производства компании Boeing: тринадцать самолётов Boeing 787-9, четыре самолёта Boeing 787-8 Dreamliner, шесть самолётов Boeing 777-200ER, восемь самолётов Boeing 737-900ER и семнадцать самолетов Boeing 737-800, один из которых грузовой:

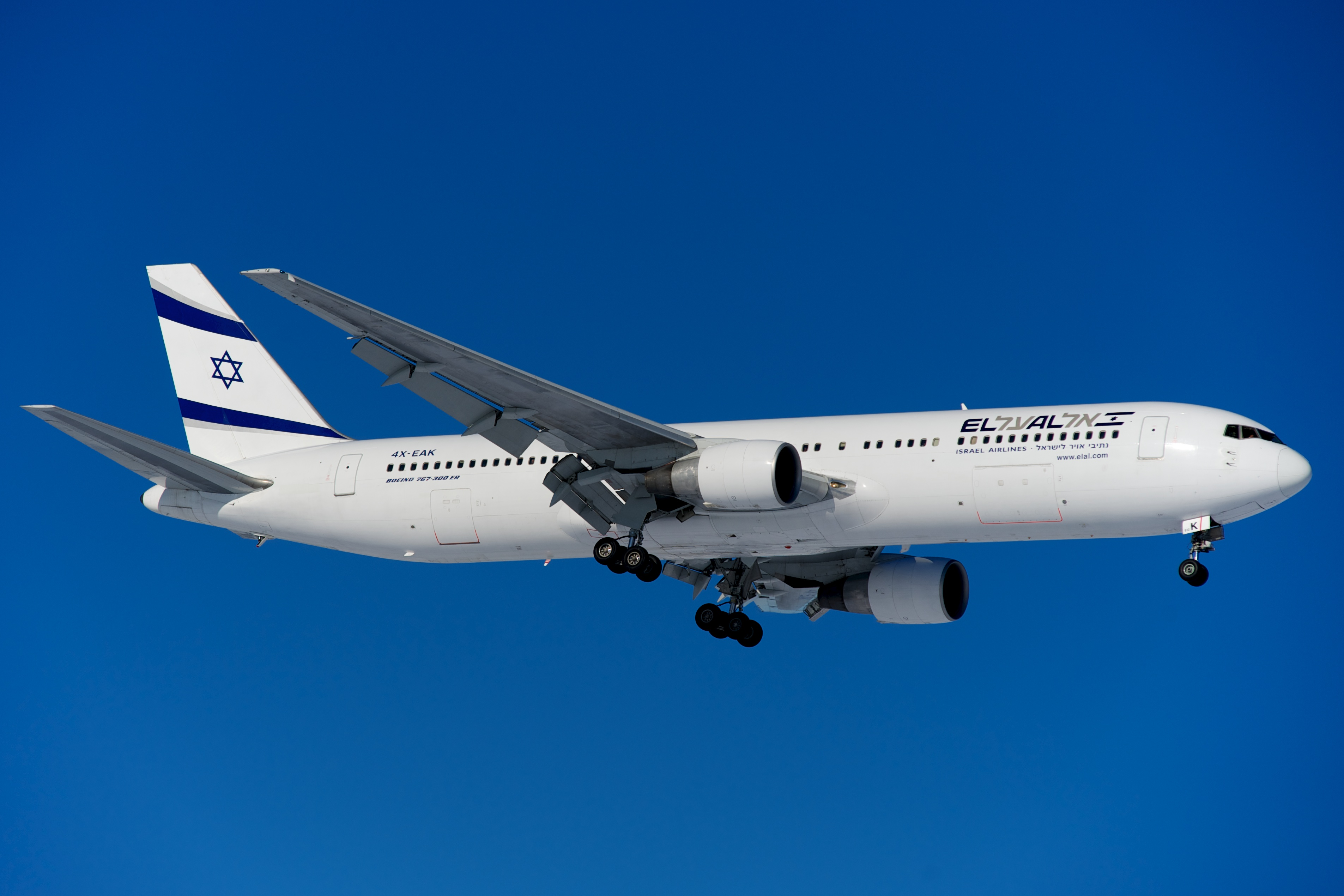
El Al Boeing 767-300, бортовой номер 4X-EAK

### История флота

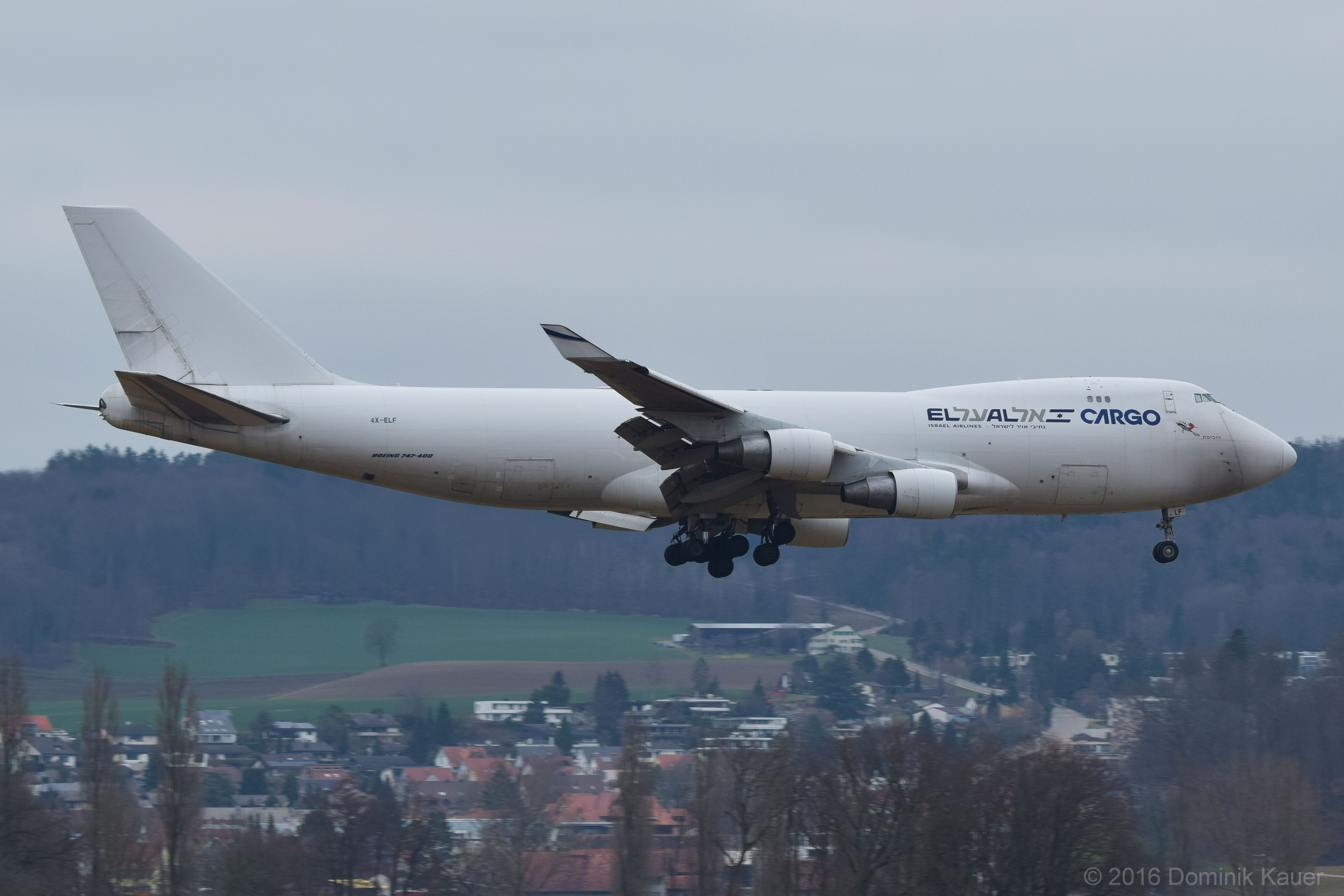
El Al грузовой Boeing 747-412F, бортовой номер 4X-ELF, на посадке в аэропорту Цюриха

Авиакомпания Эль Аль ранее использовала следующие типы самолётов:
- Boeing 707;
- Boeing 720;
- Boeing 737-200;
- Boeing 737-700;
- Boeing 747-100;
- Boeing 747-200;
- Boeing 747-200F;
- Boeing 747-400;
- Boeing 747-400F;
- Boeing 757-200;
- Boeing 767-200;
- Bristol Britannia;
- Curtiss C-46 Commando;
- Douglas DC-3;
- Douglas DC-4;
- Lockheed Constellation.

26 ноября 2012 года, после 25 лет эксплуатации, был выведен последний Boeing 757-200. Последний Boeing 767-200ER из флота авиакомпании выведен 22 сентября 2013 года, а 10 мая 2016 года — последний Boeing 737-700. В июне 2017 года El Al начали выводить из своего парка самолёты Boeing 747-400.

### Ливрея

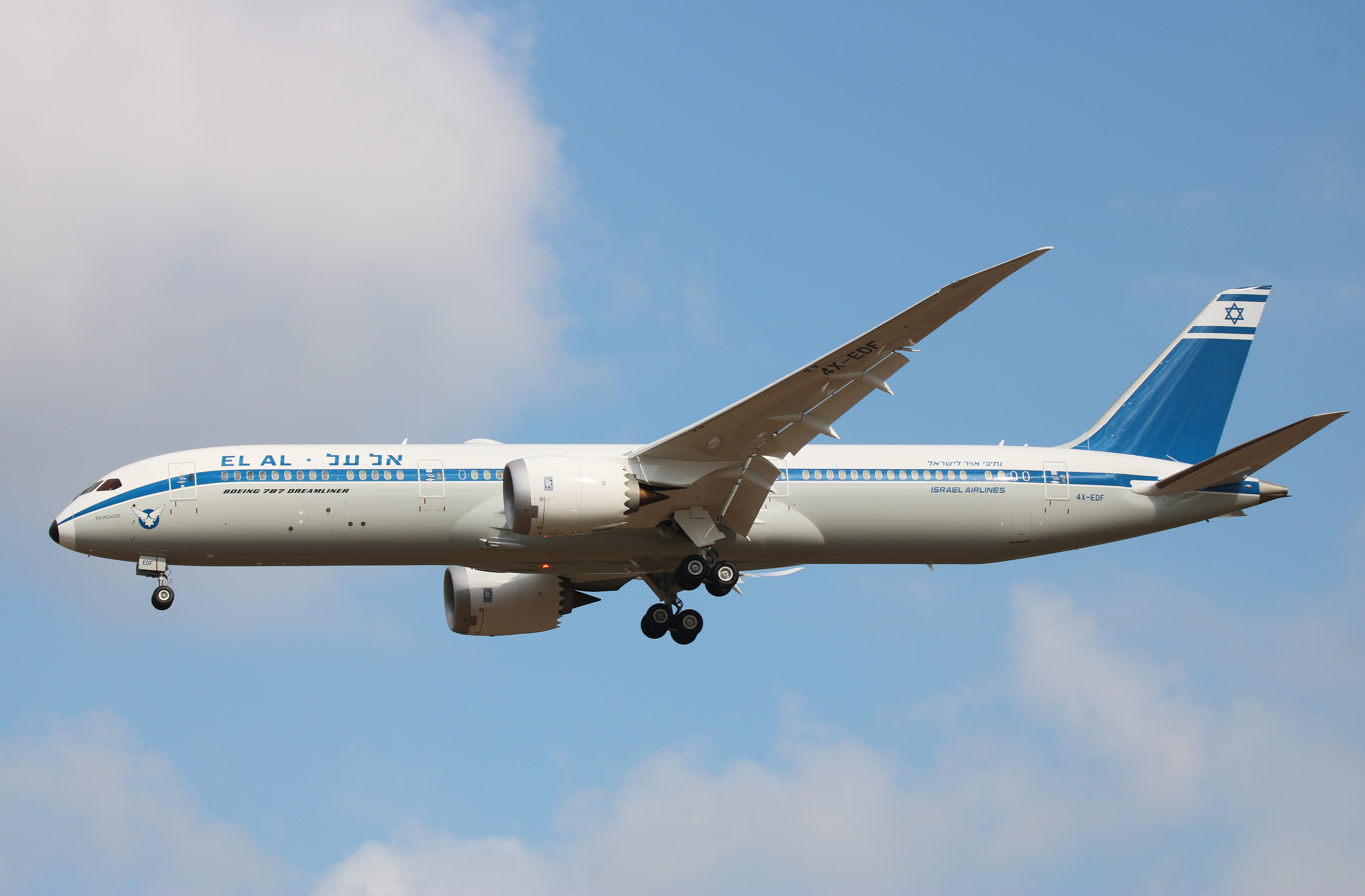
El Al Boeing 787-9 Dreamliner в ретро ливрее, бортовой номер 4X-EDF, на посадке в аэропорту Бен-Гурион

Ранее, ливрея самолётов авиакомпании включала в себя бирюзово / тёмно-синюю полосу по бокам самолёта и хвостовое оперение бирюзового цвета с флагом Израиля сверху. Логотип El Al был нанесён над передними окнами с каждой стороны самолёта в бирюзовой / хаки цветовой схеме.
Новая ливрея имеет синюю полосу с толстой серебристой каймой внизу, которая пересекает боковую часть самолёта возле крыла, исчезает над верхней частью самолёта и появляется в нижней части хвостовой части. Логотип El Al является частью дизайна, хотя с тех пор он немного изменился.
Большинство самолётов Эль Аль названы в честь израильских городов, таких как Иерусалим, Тель-Авив, Бейт-Шемеш, Назарет, Хайфа и другие. Чем больше самолёт, тем больше город по населению, в честь которого он назван. Названия городов расположены в носовой части самолёта под окнами кабины пилотов.
Один самолёт, Boeing 787-9 Dreamliner, окрашен в ретро ливрею, которую авиакомпания использовала в 1960-х и 1970-х годах.
Ливрея грузовых самолётов Эль Аль в прошлом была выполнена в белом цвете, без идентификационных надписей авиакомпании и без израильского флага, только с нанесённой надписью Cargo на фюзеляже. Впоследствии, новая ливрея грузовых самолётов (включая нынешний Boeing 747-400F) осталась в белом цвете, но с надписью названия авиакомпании.

## Сервис

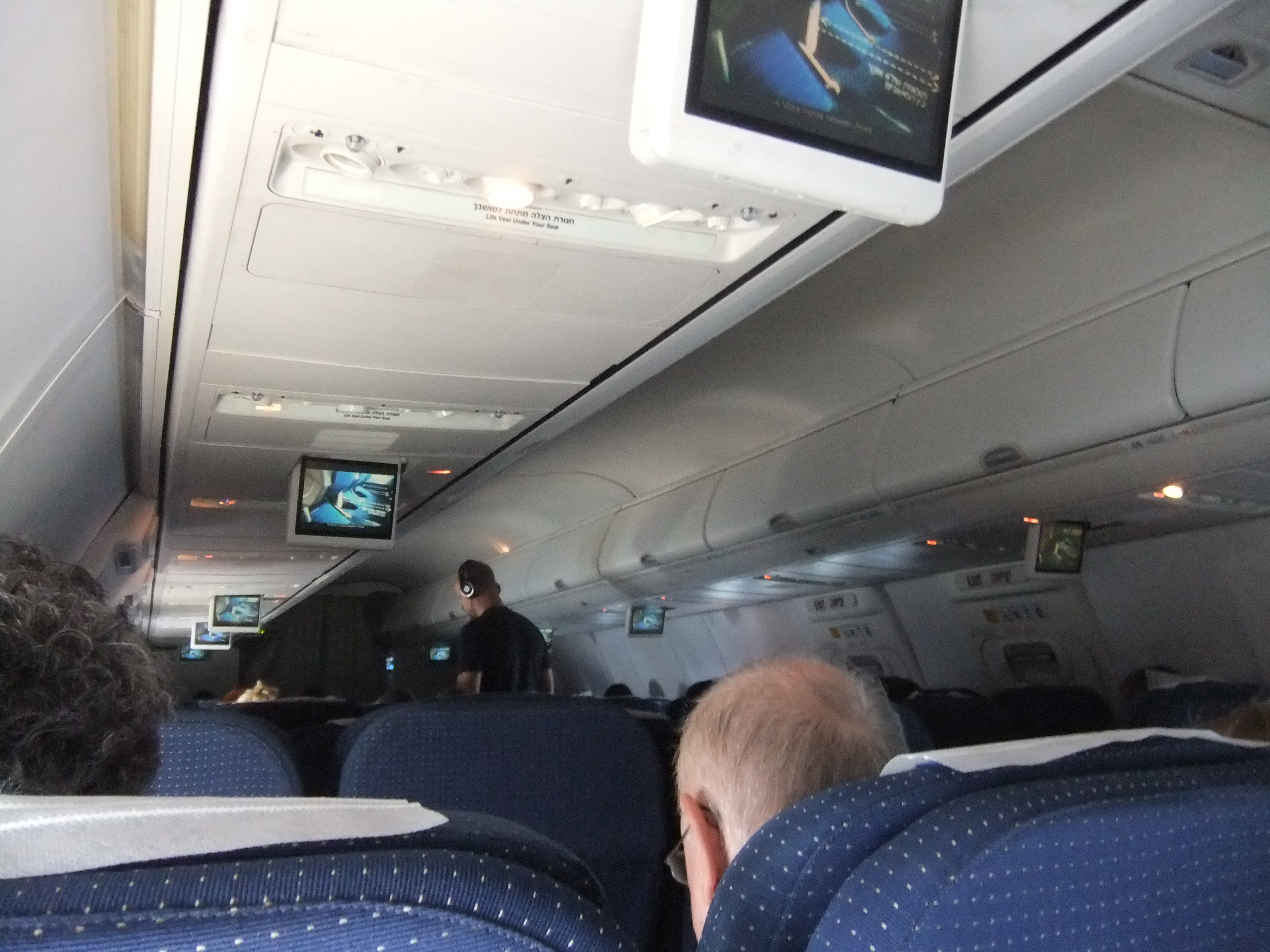
Boeing 737-800 El Al Экономкласс

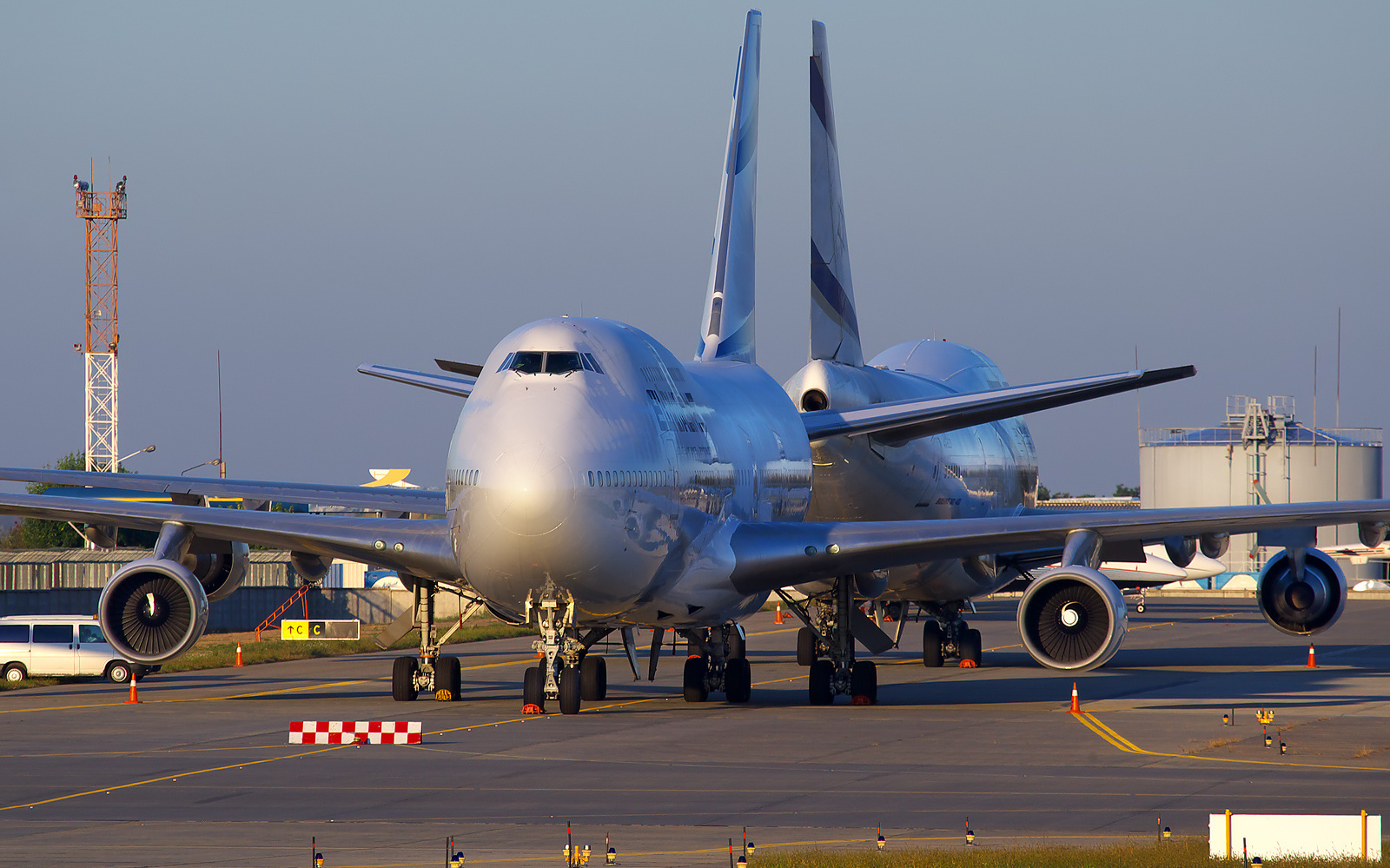
2 самолёта Boeing 747 авиакомпании El Al в аэропорту Борисполь, Киев

### Бонусная программа
Matmid — бонусная программа для часто летающих пассажиров. Она была запущена в 2004 году, после упразднения предыдущих бонусных программ для пассажиров Эль Аль. Имеет пять уровней: Matmid, Matmid Silver, Matmid Gold, Matmid Platinum и Matmid TOP Platinum. Накопленные в программе мили дают участникам право на бонусные билеты, повышение класса обслуживания, скидки на прокат автомобилей, проживание в гостиницах, кроме того, возможен обмен миль на различные товары и услуги. Мили начисляются также и за полёты с авиакомпаниями-партнёрами, за бронирование номеров в отелях-партнёрах и за покупки по кредитным картам. Мили Matmid можно получить на большинстве рейсов, выполняемых авиакомпаниями South African Airways, Sun D’or, Qantas и Aeroméxico. Правила программы таковы, что неиспользованные мили сгорают по истечении трёх лет. Чтобы присоединиться к программе Matmid, необходимо оплатить одноразовый взнос.

### Лаунджи
King David Lounge — это собственные лаунджи в аэропортах компании Эль Аль, в которых обслуживают пассажиров премиум-класса авиакомпании. Эти залы ожидания расположены в ключевых, для авиакомпании, аэропортах, международном аэропорту Бен-Гурион, международном аэропорту имени Джона Кеннеди в Нью-Йорке, международном аэропорту Ньюарк Либерти, аэропорту Париж-Шарль-де-Голль, лондонского аэропорту Хитроу и международном аэропорту Лос-Анджелеса. Во всех лаунджах King David предлагаются напитки, закуски, газеты и журналы (израильские и иностранные), в некоторых лаунджах также предоставляется бесплатный Wi-Fi. Лаунж в Терминале 3 аэропорта Тель-Авива Бен-Гурион оснащён телефоном, душем и спа-салоном, а также отдельной зоной для пассажиров первого класса.

### Классы обслуживания
Авиакомпания Эль Аль предлагает следующие классы обслуживания:
- Первый класс, на самолётах Boeing 747-400 и Boeing 777-200ER в конфигурации кресел 2-2;
- Бизнес класс, на всех самолётах. Конфигурация кресел: Boeing 787 — 1-2-1, Boeing 777 и 747 — 2-3-2, Boeing 767 −2-2-2;
- Премиальный экономкласс, на всех широкофюзеляжных самолёта.
- Экономкласс, на всех самолётах.

Все самолёты Boeing 747, 777, 787 оборудованы персональными мониторами. На Boeing 767, где нет персональных мониторов, и некоторых 737, доступ к развлекательному контенту возможен со смартфонов и планшетов через специальное приложение.

## Авиационные происшествия и нападения террористов
Большинство авиационных инцидентов с самолётами Эль Аль связаны с палестинским терроризмом, особенно в период между 1968 и 1990 годами. Несмотря на эти многочисленные нападения, на борту самолётов авиакомпании, не было ни одной человеческой жертвы среди пассажиров, с 1955 года.

### Террористические нападения
- Угон Boeing 707 в Алжир. 23 июля 1968 года, самолёт Boeing 707-458C, бортовой номер 4X-ATA, следовавший рейсом 426 из Лондона в Тель-Авив через Рим, был захвачен тремя членами Народного Фронта Освобождения Палестины (НФОП) вскоре после взлёта из аэропорта Рим-Фьюмичино и направлен в Алжир. Последние заложники были освобождены через 40 дней. Этот случай — единственный успешный угон самолёта El Al.
- 18 февраля 1969 года, самолёт Boeing 720-058B, бортовой номер 4X-ABB, рейс 432, следовавший по маршруту Амстердам — Тель-Авив и совершивший промежуточную посадку, был атакован в аэропорту Цюриха членами НФОП во время руления. 9 человек получили ранения, в том числе и второй пилот-стажёр, который месяц спустя скончался от полученных ранений. В результате перестрелки с сотрудниками службы безопасности на борту самолёта, один угонщик был убит, остальные арестованы и переданы швейцарскому суду[58].
- Угоны самолётов на «Досонс Филд». 6 сентября 1970 года, самолёт Boeing 707-458C, бортовой номер 4X-ATB, на рейсе 219 из Тель-Авива в Нью-Йорк с промежуточной посадкой в Амстердаме, произошла попытка угона членами СФНО и НФОП Лейлой Халед и Патрисио Аргуэльо. Этот террористический акт был одним из серии угонов самолётов на «Доусонс Филд», но благодаря маршалу, находившемуся на борту самолёта, он был сорван. Самолёт совершил вынужденную посадку в аэропорту Хитроу, где Аргуэльо и Халед были переданы британским властям. Аргуэльо, который был ранен, умер по дороге в больницу[59].
- 16 августа 1972 года в багажном отделении рейса 444, вскоре после взлёта из Рима, взорвалась бомба. Самолёт благополучно вернулся в Рим, жертв зафиксировано не было. Бомба была спрятана в багаже двух британских граждан, которые были заложены их арабскими знакомыми.
- 13 января 1975 года несколько человек, включая международного террориста Карлоса Шакала, предприняли безуспешную попытку уничтожить авиалайнер El Al, в аэропорту Париж-Орли. 17 января они снова предприняли попытку, также безуспешно[60][61].
- 27 декабря 1985 года, после нескольких неудачных попыток атаковать самолёты El Al, партизаны Революционного совета ФАТХ напали на офисы продажи билетов авиакомпаний El Al и TWA в аэропортах Рим-Фьюмичино и Вена-Швехат, убив 18 человек.
- 18 апреля 1986 года был предотвращён террористический акт (дело Хиндави). Беременная ирландка по имени Энн-Мари Мерфи, собиралась сесть на рейс El Al в лондонском аэропорту Хитроу, при досмотре в её сумке было обнаружено три фунта пластиковой взрывчатки. Она была подложена её женихом, Незаром Хиндави, который должен был лететь другим рейсом. Хиндави был заключён в тюрьму на 45 лет, это самый длинный срок заключения, за исключением пожизненного, когда-либо назначенный британским судом[62]. Следствием было установлено, что в попытку этого террористического акта вовлечены сирийские спецслужбы, и в результате, Великобритания прервала дипломатические отношения с Сирией[63].
- 4 июля 2002 года Хешам Мохамед Хадайет открыл огонь в офисе по продаже билетов авиакомпании El Al в международном аэропорту Лос-Анджелеса. Несколько человек было ранено, двое погибли. Сам нападавший был застрелен маршалом авиакомпании[64]. Несмотря на то, что Хадайет не был связан ни с одной террористической группой, он, египтянин, придерживался антиизраильских взглядов и был против политики США на Ближнем Востоке. Федеральное бюро расследований классифицировало стрельбу как террористический акт, один из немногих на территории США после терактов 11 сентября 2001 года.
- 17 ноября 2002 года, самолёт Boeing 767-258(ER), бортовой номер 4X-EBS, рейс 581 из Тель-Авива в Стамбул, попытался угнать двадцатитрёхлетний израильский араб Тауфик Фукра, предположительно вооружённым карманным ножом. Фукра попытался ворваться в кабину, чтобы отправить самолёт обратно в Израиль и врезаться в здание. Он был задержан сотрудниками службы безопасности на борту[65][66].

### Прочие авиационные инциденты
- 24 ноября 1951 года самолёт Douglas DC-4, бортовой номер 4X-ADN, выполняя грузовой рейс из Тель-Авива в Амстердам через Цюрих, потерпел крушение при заходе на посадку в аэропорту Цюриха. Погибло 6 членов экипажа[67].
- Катастрофа L-049 под Петричем. 27 июля 1955 года лайнер модели Lockheed Constellation, бортовой номер 4X-AKC, совершал перелёт рейсом 402 из Вены в Тель-Авив. Из-за плохих погодных условий, которые привели к помехам в навигации, самолёт сбился с курса и вторгся в воздушное пространство Болгарии, в результате был сбит истребителями военно-воздушных сил Болгарии. Самолёт El Al взорвался в воздухе, и все находящиеся на борту 58 человек погибли[68][69].
- Катастрофа Boeing 747 в Амстердаме. 4 октября 1992 года произошло крушение грузового лайнера Boeing 747-258F, бортовой номер 4X-AXG, летевшего из Нью-Йорка в Тель-Авив через Амстердам. Самолёт врезался в два высотных многоквартирных дома (Kruitberg и Groeneveen) в пригороде Амстердама вскоре после взлёта и при попытке вернуться в аэропорт. Крушение было вызвано отделением обоих правых двигателей от самолёта, в результате лайнер опрокинулся и рухнул на жилой комплекс. Погибли три члена экипажа, один пассажир на откидном сиденье и 39 человек на земле[70].

### Скандалы сХаредим
- 23 июня 2018 года разгорелся скандал. Ультрарелигиозные евреи, которым по Торе запрещается сидеть рядом с женщинами, потребовали пересадить некоторых пассажиров. В результате самолёт взлетел на час позже, чем запланировано в расписании[71]. Этот дебош послужил причиной того, что глава израильской корпорации NICE Systems Барак Эйлам призвал своих сотрудников к бойкоту компаний El Al[71]. В ответ на это в авиакомпании приняли решение снимать с рейса дебоширов, требующих пересадить других пассажиров[72].
- 16 ноября 2018 года группа ультраортодоксальных евреев устроила дебош на борту Boeing 787, следовавшего рейсом Нью-Йорк — Тель-Авив, с требованием немедленно посадить самолёт во избежание нарушения Шаббата. Под давлением дебоширов, самолёт пришлось посадить в афинском аэропорту Элефтериос Венизелос[73].